# Mistero dell'uomo di Somerton

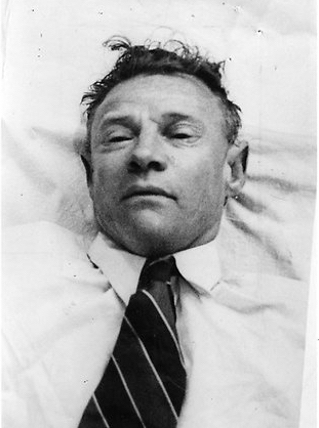
Una fotografia dell'uomo sconosciuto scattata dalla polizia australiana

Il mistero dell'uomo di Somerton è un caso di cronaca mai risolto, riguardante un uomo trovato morto la mattina del 1º dicembre 1948 sulla spiaggia di Somerton, un sobborgo di Adelaide, nel sud dell'Australia. La vicenda è nota anche col nome di caso Tamam Shud (o Taman Shud), per via di un pezzetto strappato di una pagina delle poesie persiane  Rubʿayyāt di ʿUmar Khayyām, trovato in una tasca nascosta dei pantaloni dell'uomo, con scritto Tamam Shud, che in persiano significa "finito", "concluso".
Considerato ai tempi "uno dei più profondi misteri dell'Australia", questo caso è stato oggetto negli anni di numerose illazioni riguardo all'identità della vittima, il come e il perché della sua morte. L'interesse pubblico nel caso rimane notevole grazie a diversi fattori: il fatto che sia avvenuto in un periodo particolarmente teso della Guerra fredda, quello che sembrava essere un codice segreto ritrovato in una delle sue tasche, l'uso di veleno non rintracciabile, la mancanza di identificazione e un possibile amore non ricambiato.
Il caso è stato molto seguito in Australia e anche all'estero gli è stata data notevole attenzione, anche perché la polizia ha fatto circolare oltre i confini nazionali del materiale per tentare di identificare il corpo e altri governi sono stati coinvolti nella ricerca di prove.

## Storia

### Ritrovamento del corpo e prime indagini
Il cadavere venne rinvenuto la mattina del 1º dicembre 1948, alle 6:30, lungo la spiaggia di Somerton (Adelaide, Australia Meridionale). All'arrivo della polizia, il corpo era disteso sulla sabbia, con la testa adagiata sull'argine e i piedi incrociati, rivolti verso il mare. La polizia non notò alcunché di strano nel corpo; il braccio sinistro era disteso, il destro era piegato. Aveva una sigaretta intera dietro l'orecchio e un'altra sigaretta, fumata a metà, era sulla parte destra del colletto del cappotto, tenuta ferma dalla guancia dell'uomo. Nelle tasche vennero rinvenuti un biglietto dell'autobus usato da Adelaide a St. Leonards a Glenelg, un biglietto ferroviario di seconda classe non usato da Adelaide a Henley Beach, uno stretto pettine americano di alluminio, mezzo pacchetto di gomme da masticare Juicy Fruit, un pacchetto di sigarette Army Club contenente sigarette Kensitas e un pacchetto di fiammiferi Bryant and May pieno per un quarto. 

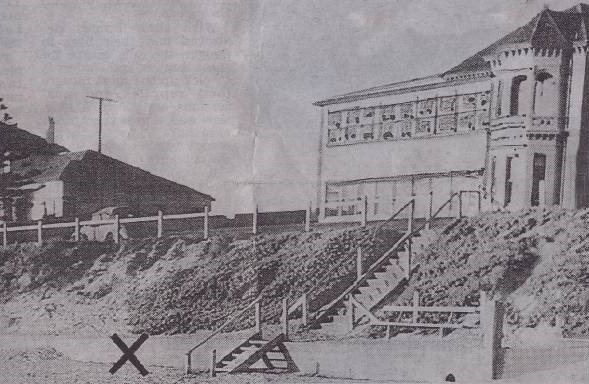
Il luogo dove è stato ritrovato il corpo (segnato con una X) nella spiaggia di Somerton.

Dei testimoni avrebbero poi affermato di aver visto, la sera del 30 novembre, un uomo simile a quello trovato morto, nella stessa posizione e nello stesso punto del cadavere. Alle 19:00 una coppia lo vide estendere il braccio destro e poi farlo ricadere fiaccamente. Un'altra coppia affermò che, nella mezz'ora dalle 19.30 alle 20.00 in cui lo videro, non lo notarono muoversi, anche se ebbero l'impressione che avesse cambiato posizione: i due testimoniarono di avere commentato fra loro che sarebbe potuto essere morto, dato che non reagiva ai moscerini, ma avendo giudicato più probabile che fosse addormentato o ubriaco non indagarono oltre. I testimoni affermarono che l'uomo era nella stessa posizione in cui la polizia l'avrebbe trovato la mattina dopo.
Secondo il patologo John Burton Cleland, professore emerito all'Università di Adelaide, l'uomo aveva "tratti britannici", dimostrava fra i 40 e i 45 anni di età ed era in condizioni fisiche perfette. Era alto 180 centimetri, con occhi nocciola e capelli biondo-rossiccio, leggermente grigi attorno alle tempie, con spalle ampie e vita stretta; mani e unghie non mostravano segno di lavoro manuale e le dita dei piedi erano conformate come quelle di un ballerino o di qualcuno che indossa abitualmente scarpe a punta; anche i muscoli del polpaccio alto erano sviluppati come quelli di un danzatore. Questi potrebbero essere tratti genetici dominanti, oltre ad essere caratteristici anche dei corridori di medie e lunghe distanze.
Era vestito con "abiti di qualità", cioè camicia bianca, cravatta rossa e blu, pantaloni marroni, calzini, scarpe e, benché la notte e il giorno precedenti fossero stati caldi, un pullover marrone fatto a maglia e un cappotto grigio e marrone a doppiopetto. Tutti i vestiti erano privi dell'etichetta con il nome del proprietario e l'uomo non portava il cappello, fatto insolito nel 1948 specie per qualcuno vestito a quella maniera, né aveva un portafoglio. Ben rasato e senza segni distintivi, il defunto non possedeva nulla che potesse identificarlo, il che portò la polizia a pensare a un suicidio.

### Autopsia
Venne effettuata un'autopsia; il patologo stimò l'ora della morte a circa le 2 di mattina del 1º dicembre.
"Il cuore è di dimensioni normali, e normale in ogni altro particolare... nel cervello si distinguono facilmente piccoli vasi congestionati non comunemente osservati. La faringe è congestionata e l'esofago è ricoperto da uno sbiancamento degli strati superficiali della mucosa con un patch di ulcerazione posto al centro. Lo stomaco è profondamente congestionato... Vi è congestione nella seconda metà del duodeno. Nello stomaco è presente sangue mescolato con cibo. Entrambi i reni sono congestionati, e nei vasi del fegato vi è un'eccessiva quantità di sangue.... la milza è sorprendentemente grande... circa 3 volte la dimensione normale... al microscopio si rileva necrosi al centro dei lobuli epatici.... emorragia gastrica acuta, vasta congestione del fegato e della milza, e congestione del cervello."
Dall'autopsia si scoprì che l'ultimo pasto dell'uomo era stato un pasty, tre-quattro ore prima della morte, ma non venne rinvenuta alcuna sostanza estranea nel corpo. Dwyer, il dottore patologo, concluse affermando: "Sono piuttosto convinto che la sua morte non possa essere stata naturale... Il veleno che ho ipotizzato era un barbiturico o un ipnotico solubile". Anche se l'avvelenamento rimase un'ipotesi forte, il pasty non ne era considerato la causa. Oltre a ciò, il coroner non riuscì a definire l'identità dell'uomo, la causa di morte o anche se l'uomo visto la sera del 30 novembre fosse lo stesso del morto trovato la mattina dopo, dato che nessuno vide la sua faccia quella sera. Venne coinvolta anche Scotland Yard, senza risultati. Una fotografia dell'uomo e le sue impronte digitali vennero fatte circolare ben oltre i confini nazionali, con esito negativo. Poiché il corpo rimase senza identificazione, il 10 dicembre successivo fu imbalsamato e secondo la polizia era la prima volta che questa procedura si rendeva necessaria.

### Tentativi di identificazione

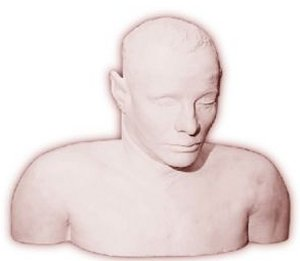
Un calco in gesso del corpo dell'uomo fatto dalla polizia nel 1949.

La mattina del 2 dicembre il caso trovò spazio in un trafiletto in terza pagina dal The Advertiser, un giornale locale di Adelaide, che indicò tal E. C. Johnson come possibile identità della vittima. Il The News, un altro quotidiano locale, mise l'articolo in prima pagina nel pomeriggio, dando maggiori dettagli sull'uomo ignoto. Il 3 dicembre, E. C. Johnson si presentò vivo alla polizia, che lo depennò quindi dalla lista delle potenziali identità del cadavere; sempre quel giorno, The News pubblicò una foto dell'uomo in prima pagina, incrementando il numero di dichiarazioni sulla possibile identità da parte dei lettori. Il 4 dicembre la polizia dichiarò che le impronte digitali dell'uomo non erano nei registri dell'Australia Meridionale e che quindi le indagini dovevano essere estese fuori dallo Stato.
Il 5 dicembre The Advertiser riportò che la polizia stava indagando nei registri militari dopo che un uomo affermò di aver preso un drink con un individuo simile a quello trovato morto in un hotel a Glenelg il 13 novembre. In quel frangente l'uomo misterioso gli avrebbe mostrato una tessera di pensionamento militare con il nome "Solomonson". Seguirono diversi altri tentativi di riconoscimento del corpo; a inizio gennaio del 1949 due persone lo identificarono come Robert Walsh, un ex taglialegna sessantatreenne che lasciò Adelaide svariati mesi prima per comprare pecore nel Queensland e non fece più ritorno, come invece previsto, a Natale. Un tale James Mack, dopo essersi dapprima dichiarato incapace di riconoscere l'uomo, contattò poi la polizia confermando che si trattava di Walsh, ma che non lo disse prima perché aveva notato una differenza nel colore dei capelli.
Sebbene scettica, considerando che Walsh sarebbe stato troppo vecchio per essere quell'uomo, la polizia confermò che la conformazione fisica del corpo avrebbe potuto essere quella di un taglialegna, anche se lo stato delle mani indicava che non svolgeva quel lavoro da almeno un anno e mezzo. Anche questa pista venne però smontata quando la signora Elizabeth Thompson, che era stata una delle prime persone a identificare il corpo come Robert Walsh, cambiò parere dopo averlo visto una seconda volta, notando l'assenza di una certa cicatrice e la lunghezza delle gambe diversa da quella di Walsh. Verso l'inizio di febbraio 1949 c'erano state in totale otto identificazioni "positive" del corpo, fra cui due uomini di Darwin che l'avevano scambiato per un loro amico, altri che lo credevano uno stalliere o un operaio di un battello a vapore scomparsi o anche uno svedese.
Degli investigatori di Victoria avanzarono l'ipotesi che l'uomo potesse essere dello Stato di Victoria, per la somiglianza delle etichette di manutenzione con quelle usati da molti lavasecco di Melbourne: quando la foto dell'uomo cominciò a circolare anche in Victoria, 28 persone dichiararono di averlo riconosciuto, ma tutte le affermazioni vennero scartate in seguito ad ulteriori indagini per le quali le probabilità che fosse Vittoriano erano scarse. Nel novembre del 1953 la polizia annunciò di aver recentemente ricevuta la 251ª dichiarazione di identificazione da parte di un cittadino, rimarcando però che l'unico indizio di alcun valore in quel caso fossero i vestiti che indossava.

### Indagini successive

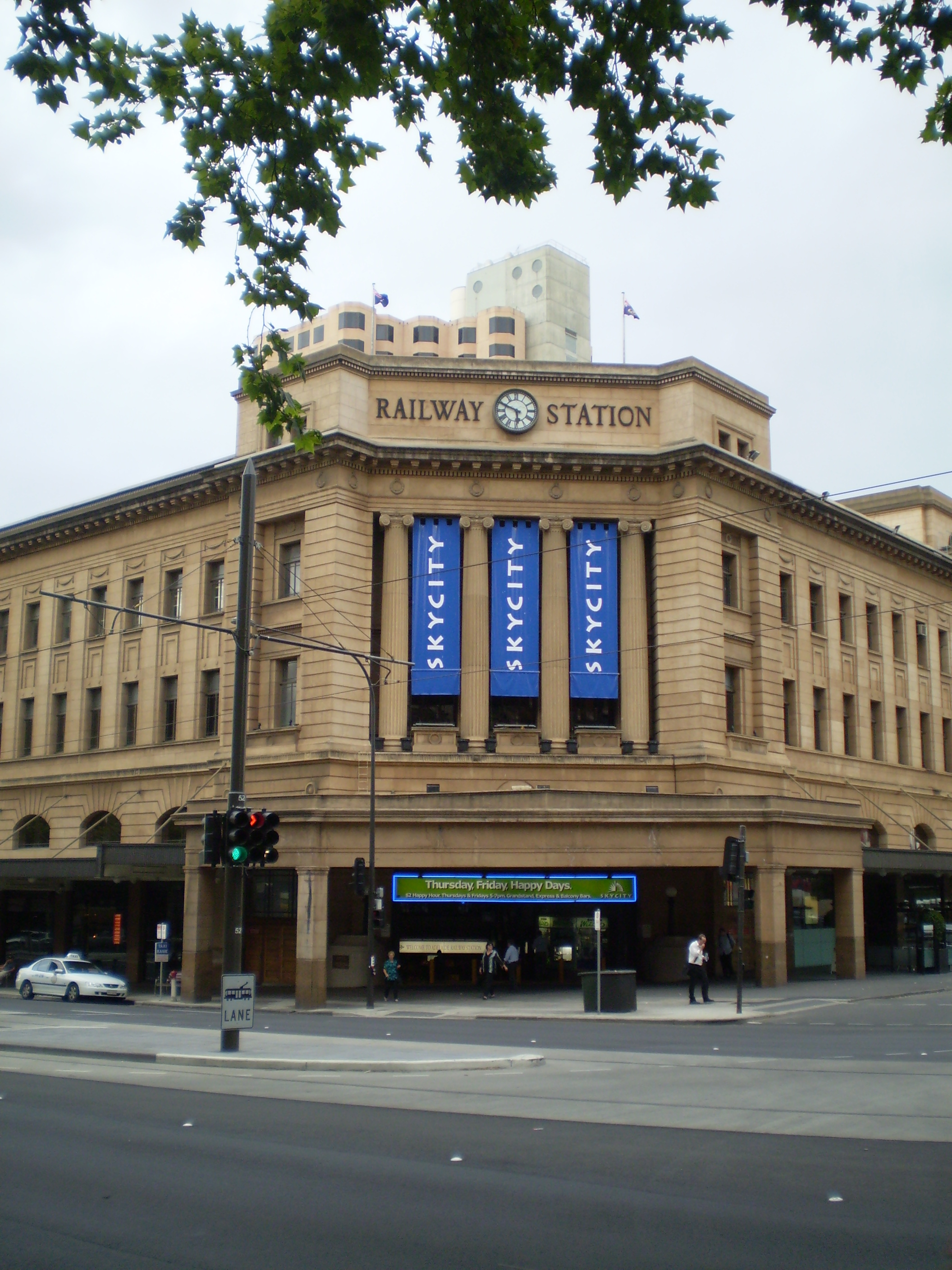
La stazione ferroviaria di Adelaide, dove venne trovata la valigia marrone che venne creduta di proprietà dell'uomo di Somerton.

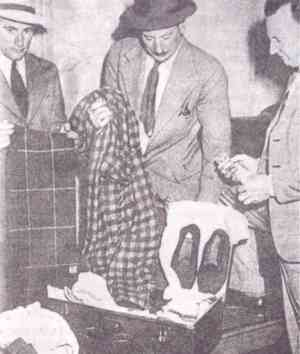
La valigia ed il suo contenuto; le persone nella foto sono, da sinistra, gli investigatori Dave Bartlett, Lionel Leane e Len Brown.

Il caso conobbe una svolta il 14 gennaio 1949, allorché il personale della stazione di Adelaide ritrovò una valigia marrone, la cui etichetta era stata rimossa, che era stata consegnata al guardaroba della stazione dopo le 11.00 del 30 novembre 1948. Al suo interno conteneva una vestaglia a quadri rossi, delle pantofole di feltro rosso di settima taglia, quattro paia di mutande, pigiama, strumenti per radersi, un paio di pantaloni marrone chiaro con della sabbia nei risvolti, un cacciavite da elettricista, un coltello da tavola ridotto a un corto strumento affilato, un paio di forbici a punta, un pennello da stencil e infine un rocchetto di filo cerato arancione di marca Barbour, di "un tipo insolito", non in commercio in Australia; era lo stesso usato per riparare la fodera di una tasca dei pantaloni che l'uomo di Somerton stava indossando.
Tutte le targhette identificative dei vestiti erano state rimosse, ma la polizia trovò il nome "T. Keane" su una cravatta, "Keane" su una sacca portabiancheria e "Kean" senza la "e" finale su una canottiera, assieme a tre marchi da lavasecco: 1171/7, 4393/7 e 3053/7. La polizia credeva che chiunque avesse rimosso le targhette dagli altri vestiti avesse lasciato apposta quelli con il nome "Keane", sapendo che non era il nome dell'uomo morto. Venne successivamente fatto notare che le etichette "Kean" erano le uniche che non avrebbero potuto essere rimosse senza danneggiare l'abito. Dopo una ricerca, si scoprì che in nessuno dei paesi di lingua inglese era scomparsa una persona di nome T. Keane e anche una pubblicazione a livello nazionale dei marchi da lavasecco si rivelò infruttuosa.
Di fatto, tutto quello che poteva essere ricavato dalla valigia era che, per come era fabbricata, poteva essere stata prodotta solo negli Stati Uniti e, dato che non risultava essere stata importata, significava che l'uomo era stato negli Stati Uniti o l'aveva comprata da qualcuno che ci era stato. Dopo aver controllato i registri ferroviari, la polizia concluse che l'uomo era arrivato di notte da Melbourne, Sydney o Port Augusta, aveva fatto una doccia e si era rasato ai bagni cittadini adiacenti prima di ritornare alla stazione dove avrebbe comprato un biglietto per il treno delle 10:50 per Henley Beach che, per ignote ragioni, perse o comunque non prese.
Dopo essere ritornato dai bagni, avrebbe lasciato la sua valigia al guardaroba della stazione, prendendo poi un autobus per Glenelg. Derek Abbott, che studiò il caso, avanzò l'ipotesi che l'uomo avesse comprato il biglietto del treno prima di farsi la doccia: i bagni pubblici della stazione erano chiusi, quel giorno, quindi scoprendolo e dovendo raggiungere i bagni cittadini avrebbe perso 30 minuti, il che spiegherebbe il mancato utilizzo del biglietto ferroviario e l'utilizzo dell'autobus.

### Inchiesta del coroner
Un'inchiesta sulla morte dell'uomo misterioso, condotta dal coroner Thomas Erskine Cleland, venne avviata pochi giorni dopo la scoperta del corpo e continuò ad essere rinviata fino al 17 giugno 1949. John Burton Cleland, il patologo assegnato al caso, riesaminò il corpo e notò diversi particolari: innanzitutto le scarpe dell'uomo erano molto pulite e probabilmente lucidate di recente, anziché essere nello stato che ci si sarebbe aspettato in un paio di scarpe usate per girovagare per Glenelg tutto il giorno; ciò avrebbe dato sostegno alla teoria secondo cui il corpo sarebbe stato portato alla spiaggia dopo la morte, che era stata formulata inizialmente a causa della mancanza di vomito e convulsioni, i due principali effetti del veleno.
Thomas Cleland ipotizzò che, dato che nessuno dei testimoni poteva affermare con certezza che l'uomo visto la sera del 30 novembre fosse lo stesso ritrovato la mattina dopo, rimaneva la possibilità che quest'ultimo fosse morto altrove e fosse stato poi abbandonato sulla spiaggia, pur rimarcando che questa rimaneva un'illazione, dato che tutti i testimoni si dicevano comunque convinti che fosse la stessa persona. Cedric Stanton Hicks, Professore di fisiologia e farmacologia all'Università di Adelaide, affermò che alcuni tipi di droga, di cui fornì i nomi al coroner, possono essere assunti per via orale in dosi tanto piccole da renderne quasi impossibile l'identificazione, pur essendo comunque estremamente tossici.
I nomi non furono resi noti al pubblico fino agli anni ottanta, allorché entrambe le sostanze (la digitale e l'ouabaina) erano facilmente reperibili per chiunque in qualsiasi farmacia senza dover dare un motivo valido per l'acquisto. Venne notato anche che l'ultimo movimento dell'uomo, quello visto dai testimoni alle 19.00, potrebbe essere stata l'ultima convulsione precedente la morte. Nonostante gli indizi, il coroner non fu in grado di determinare la causa di morte dell'uomo di Somerton. Ciò ha portato le autorità a definire il caso un "mistero senza paragoni" e a credere che la causa di morte potrebbe non essere mai chiarita.

### Tamam Shude leRubʿayyāt

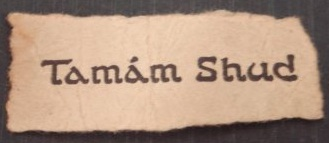
Il pezzo di carta trovato all'interno dei pantaloni dell'uomo, strappato dall'ultima pagina di una rara edizione neozelandese delle Rubʿayyāt di ʿUmar Khayyām.

Più o meno nello stesso periodo dell'inchiesta del coroner, venne rinvenuto in un taschino dei pantaloni un piccolo pezzo di carta arrotolato, con sopra stampate le parole "Tamam Shud". Vennero convocati dei dipendenti della biblioteca pubblica per tradurre le parole che risultarono essere quelle conclusive delle Rubʿayyāt, un'opera di ʿUmar Khayyām, aventi il significato di "finito", "concluso". Sebbene la grafia corretta del termine sia tamam, in relazione a questo caso la parola è spesso stata scritta e pronunciata dai media taman, con la N finale. Sul retro il pezzo di carta era bianco. Dopo un'infruttuosa ricerca a livello nazionale di una copia delle Rubʿayyāt compatibile con quel pezzo di carta, una foto del frammento venne pubblicata dalla polizia interstatale e un uomo, che ottenne dalla polizia di rimanere anonimo, rivelò di aver trovato una prima edizione estremamente rara di una traduzione di Edward FitzGerald delle Rubʿayyāt pubblicata nel 1859 da Whitcombe and Tombs in Nuova Zelanda sul sedile posteriore della sua macchina, che aveva lasciato aperta circa una-due settimane prima del ritrovamento del corpo in un parcheggio di Jetty Road (Glenelg).
Egli non sapeva della connessione fra il libro e il caso di cronaca fino a che non lo aveva appreso dal giornale, il giorno precedente. Tramite analisi al microscopio, venne accertato che il pezzo di carta era stato strappato proprio da quel libro. Il soggetto del poema portò la polizia a supporre che l'uomo di Somerton si fosse suicidato con del veleno, una teoria che comunque non aveva altri indizi a supporto. Sul retro del libro c'erano delle leggere annotazioni a matita, costituite da lettere maiuscole disposte su cinque righe, di cui la seconda riga barrata. Dato che la seconda riga è molto simile alla quarta, si è ipotizzato che sia barrata in quanto errata, il che porterebbe a supporre che le lettere costituiscano un codice segreto. Le scritte sono:
WRGOABABD
MLIAOI
WTBIMPANETP
MLIABOAIAQC
ITTMTSAMSTGAB

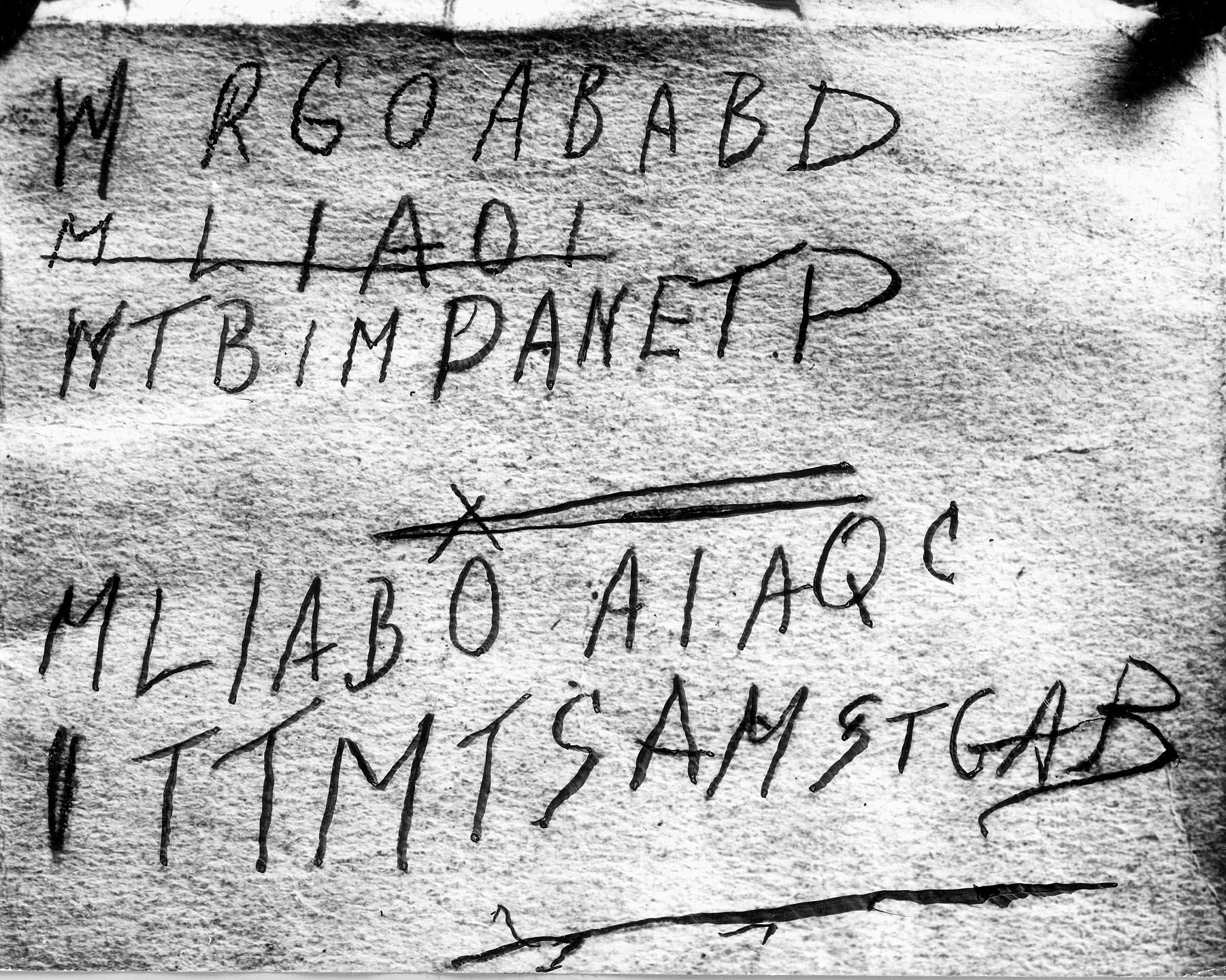
Le scritte a matita sul retro del libro, che si è presunto fossero una specie di codice.

Non è chiaro se la prima e la terza riga comincino per "M" o per "W", ma in genere si tende a considerarla una W, data la differenza dalle M della seconda e della quarta riga. Inoltre si nota una piccola "X", sopra l'ultima "O" del codice, il cui significato non è interpretabile. Inizialmente si pensò a un testo in qualche lingua straniera, ma poi l'ipotesi del codice acquisì più spessore. I crittografi convocati per decifrarlo non vi riuscirono; il Dipartimento della Difesa australiano, dopo aver analizzato le scritte, riferì quanto segue:
- I simboli sono insufficienti per definire uno schema.
- I simboli potrebbero essere un codice di sostituzione complesso o un prodotto insensato di una mente disturbata.
- Non è possibile fornire una risposta soddisfacente[49]

### "Jestyn" e Boxall
Sul retro del libro c'era annotato anche un numero telefonico appartenente ad un'ex infermiera ventisettenne che abitava in Moseley Street, Glenelg, circa 400 metri a nord di dove il corpo era stato rinvenuto, Jessica "Jestyn" Thomson. La donna disse che, mentre lavorava al Royal North Shore Hospital di Sydney durante la Seconda Guerra Mondiale possedeva una copia delle Rubʿayyāt che, nel 1945, al Clifton Gardens Hotel di Sydney, aveva regalato ad un luogotenente della Sezione Trasporti Acquatici dell'esercito australiano, Alfred Boxall. Allorché il detective Leane le mostrò il calco in gesso del corpo, "Jestyn" si disse non in grado di identificarlo, né di confermare o escludere che si trattasse di Boxall. Secondo Leane, vedendo il calco la donna avrebbe avuto una reazione molto forte, descritta come "completamente presa alla sprovvista, al punto da dare l'impressione di stare per svenire"; in un'intervista del 2002, Paul Lawson, il tecnico che aveva fatto il calco, riportò di aver notato che la donna, dopo aver visto il busto, aveva immediatamente distolto lo sguardo e non l'aveva più guardato.
Si noti che "Thomson" era il cognome di Prosper Thomson, l'uomo che "Jestyn" avrebbe sposato solo più avanti, nel 1950 (dopo che lui ebbe ottenuto il divorzio dalla prima moglie), ma dal quale aveva già avuto un figlio nel 1947, Robin. Il suo cognome in quel periodo, quello da nubile, era Powell, tuttavia alla polizia lei si identificò come "Jessica Thomson", anche se allora non era ancora sposata e non è nemmeno certo se coabitasse già con il futuro marito. I media riportarono che la donna avrebbe affermato di essersi trasferita a Melbourne dopo la guerra e sposata; avrebbe poi ricevuto una lettera da Boxall, al quale avrebbe risposto di essersi sposata. La Thomson avrebbe aggiunto che, verso la fine del 1948, un uomo sconosciuto avrebbe chiesto informazioni su di lei al suo vicino di casa. Non esiste alcuna prova che Boxall, che non conosceva il cognome da sposata della donna, abbia avuto alcun contatto con lei dopo il 1945.
La Thomson, che negò di sapere alcunché sul caso, ottenne dalla polizia di rimanere anonima per evitar l'imbarazzo di essere collegata all'uomo di Somerton o a Boxall; la polizia glielo accordò, privando le indagini seguenti di una delle piste più promettenti (il suo nome era considerato importante, poiché c'era la possibilità che fosse la chiave per decifrare il messaggio sul retro del libro). Gerald Feltus, un investigatore in pensione che aveva seguito il cold case, intervistò "Jestyn" nel 2002, affermando di averla trovata "evasiva" o comunque "restia a parlare dell'argomento", e gli chiese di non parlare di lei pubblicamente, poiché la sua famiglia ignorava il suo coinvolgimento nel caso; Feltus era dell'opinione che "Jestyn" conoscesse l'identità del morto. Jessica "Jestyn" Thomson è morta nel 2007; in un suo libro del 2010, Gerald Feltus affermò di aver ricevuto il permesso di rivelare i vari nomi del caso dalla famiglia del marito di Jestyn, che però sono considerati pseudonimi.
La polizia credette che l'uomo trovato morto fosse effettivamente Boxall fino a che non lo trovarono vivo e vegeto, con ancora la sua copia delle Rubʿayyāt (un'edizione stampata a Sydney nel 1924) completamente integra; Boxall, che dopo la guerra aveva ripreso il suo precedente lavoro in un deposito di autobus di Randwick (Nuovo Galles del Sud), era completamente ignaro della connessione fra l'uomo di Somerton e se stesso. Nel fronte di quella copia del libro, "Jestyn" aveva ricopiato il verso 70 dell'opera:
I swore—but was I sober when I swore?

And then and then came Spring, and Rose-in-hand

My thread-bare Penitence a-pieces tore.»

### L'ipotesi spionistica
Si diffusero alcune voci secondo le quali Boxall avrebbe svolto attività di intelligence durante la guerra, e l'uomo di Somerton sarebbe stato una spia al servizio dell'Unione Sovietica avvelenata da ignoti avversari. In un'intervista a cui partecipò nel 1978, Boxall affermò di non aver mai parlato a "Jestyn" del suo lavoro nell'esercito e che lei non avrebbe potuto sapere nulla a meno che altri non gliene avessero parlato. A diffondere queste voci contribuì anche il fatto che l'uomo era morto ad Adelaide, la capitale più vicina a Woomera, una base missilistica e centro d'intelligence top-secret, e anche il particolare che una delle città da cui l'uomo avrebbe potuto essere partito per Adelaide era Port Augusta, anch'essa vicina a Woomera.
Tre mesi prima della morte dell'uomo di Somerton, il 16 agosto 1948, era inoltre morto per avvelenamento da digitale Harry Dexter White, membro del Dipartimento del tesoro statunitense, che era stato accusato di essere una spia sovietica nelle indagini del Progetto Venona. Oltre a ciò, nell'aprile 1947 la Signals Intelligence Service statunitense, nel corso del Progetto Venona, scoprì che del materiale top secret era stato fatto passare dal Dipartimento degli Affari Esteri e del Commercio australiano all'ambasciata sovietica a Canberra. Questo portò, nel 1948, ad un divieto di trasferimento di qualsiasi informazione riservata statunitense all'Australia, decisione alla quale il governo australiano rispose creando l'Australian Security Intelligence Organisation.

## Post-inchiesta

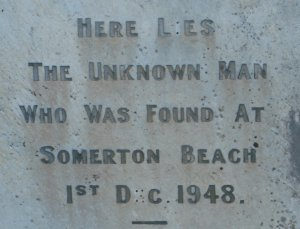
La pietra tombale dell'uomo di Somerton.

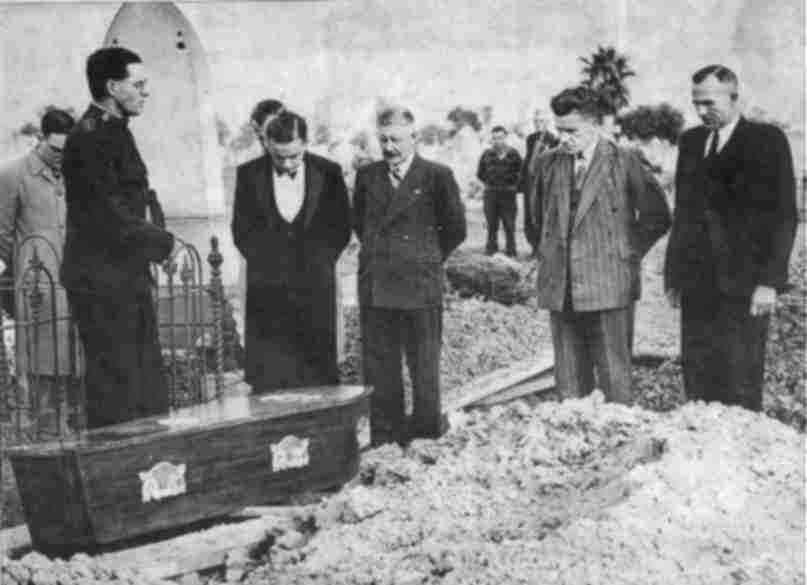
La sepoltura dell'uomo di Somerton, il 14 giugno 1949. I presenti nella foto sono, da sinistra: un ignoto, Em Webb (capitano dell'Esercito della Salvezza, che guida la preghiera), Laurie Elliot, Bob Whitington, un altro ignoto, S. C. Brice, il sergente di polizia Scan Sutherland e Claude Trevelion.

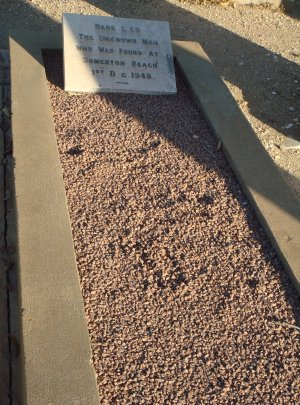
La tomba dell'uomo di Somerton, al West Terrace Cemetery di Adelaide.

Dopo l'inchiesta venne effettuato un calco in gesso dell'uomo, dalle spalle in su, quindi il corpo venne sepolto al West Terrace Cemetery di Adelaide. La cerimonia di sepoltura venne condotta dall'Esercito della Salvezza, e le spese di sepoltura vennero pagate dalla South Australian Grandstand Bookmakers Association. Anni dopo la sepoltura, sulla tomba cominciarono a crescere dei fiori, quindi la polizia interrogò una donna che era stata vista lasciare il cimitero, la quale dichiarò di non sapere nulla dell'uomo lì sepolto. Circa nello stesso periodo, la receptionist dello Strathmore Hotel, situato di fronte alla stazione di Adelaide, rivelò che un "uomo strano" aveva occupato la stanza 21 nel periodo della morte dell'uomo di Somerton, lasciandola il 30 novembre 1948; ricordò anche che gli addetti alla pulizia avevano trovato nella stanza un astuccio medico nero e una siringa ipodermica.
Il 22 novembre 1959 E.B. Collins, un detenuto del carcere di Wanganui affermò di conoscere l'identità dell'uomo di Somerton. La polizia dell'Australia Meridionale considera il caso ancora aperto; il calco in gesso, che contiene anche alcuni capelli dell'uomo, è ancora conservato dalla polizia, ma molte delle prove restanti sono scomparse: la formaldeide usata per imbalsamare il corpo ne ha rovinato buona parte del DNA, la valigia marrone è stata distrutta nel 1986 e le dichiarazioni dei testimoni sono scomparse dagli archivi digitali della polizia col passare degli anni. Sono stati numerosi negli anni successivi - e tutti senza esito - i tentativi di decifrare il codice trovato nel retro del libro, condotti anche da intelligence militare e navale, matematici, astrologi e crittografi amatoriali.
Nel 2004 l'investigatore in pensione Gerald Feltus ipotizzò che l'ultima riga del codice, "ITTMTSAMSTGAB", fosse la sigla di "It's Time To Move To South Australia Moseley Street..." ("È tempo di andare a Moseley Street, in Australia Meridionale..."; Moseley Street era la via di Glenelg dove abitava l'infermiera Jessica "Jestyn" Thomson). In un documentario sul caso, intitolato The Somerton Beach Mystery, prodotto dall'Australian Broadcasting Corporation nel 1978, vennero intervistati Boxall, che non fu in grado di aggiungere niente di nuovo sul caso, e Paul Lawson, che aveva fatto il calco del corpo, il quale rifiutò di rispondere quando gli venne chiesto se qualcuno aveva identificato positivamente il corpo. Nel 1994 il giudice e medico forense John Harber Phillips, analizzando il caso, dichiarò che, dati la congestione dello stomaco, l'assenza di malattie naturali e l'assenza di altre prove macroscopiche, era indubbio che a provocare la morte fosse stata la digitale. Il sovrintendente capo dell'Australia Meridionale Len Brown, che seguì il caso, si disse invece convinto che l'uomo venisse da uno dei paesi del Patto di Varsavia, il che avrebbe spiegato l'incapacità della polizia di stabilirne l'identità.

## Ripresa delle indagini e altri sviluppi
Nel marzo 2009 un gruppo di professori dell'Università di Adelaide, guidati da Derek Abbott, ha ripreso in mano il caso cercando di decifrare il codice e proponendo di riesumare il corpo per effettuare il test del DNA. Queste investigazioni sono però state rese difficili da una serie di fattori: in primo luogo, negli anni sessanta la copia delle Rubʿayyāt coinvolta nel caso è andata perduta, e non si è riusciti a trovarne un'altra identica. Anche i resoconti delle autopsie del 1948 e del 1949 non esistono più, e sebbene la Barr Smith Library conservi diverse annotazioni di Cleland, nessuna di esse riguarda questo caso.
Il professore di anatomia dell'Università di Adelaide Maciej Henneberg, esaminando le immagini delle orecchie dell'uomo, ha notato che la cavità superiore è molto più grande rispetto a quella inferiore, una caratteristica rara nella popolazione caucasoide (portata solo dall'1-2% degli individui). Esami dentistici effettuati nel maggio 2009 hanno anche evidenziato che l'uomo di Somerton soffriva di ipodontia in entrambi gli incisivi laterali, anche questa una caratteristica rara, comune a solo il 2% della popolazione mondiale. Nel giugno 2010 Abbott riuscì ad avere una fotografia del figlio di "Jestyn", Robin Thomson, nella quale erano evidenziati chiaramente sia le orecchie che i denti, e dalla quale si poteva desumere che il ragazzo aveva sia la stessa conformazione delle orecchie dell'uomo di Somerton, sia l'ipodontia (le probabilità che ciò fosse una coincidenza sono stimate a una su dieci-venti milioni).
Secondo le ipotesi dei media, Robin, che aveva 16 mesi nel 1948 ed è morto nel 2009, avrebbe potuto essere figlio di Alfred Boxall o dell'uomo di Somerton, fatto passare da Jessica come figlio di suo marito Prosper, un'illazione che potrebbe essere smentita o confermata dal test del DNA. L'esumazione del corpo è stata però negata nell'ottobre 2011 dal procuratore generale John Rau, affermando che "devono sussistere ragioni di interesse pubblico che vanno ben al di là della curiosità popolare o del vago interesse scientifico". Nel 2011 una donna di Adelaide consegnò a Henneberg un documento d'identità che aveva trovato fra le cose di suo padre, appartenuto a un tale H. C. Reynolds, il quale assomigliava molto all'uomo di Somerton; Henneberg confermò l'estrema somiglianza di Reynolds con l'uomo di Somerton, in particolare grazie all'identicità delle orecchie dei due e ad un neo sulla guancia nella stessa posizione in entrambe le foto.
La coincidenza fra le due fotografie portò Henneberg a identificare positivamente l'uomo di Somerton con Reynolds; il documento, emesso negli Stati Uniti il 28 febbraio 1918, identificava Reynolds come un marinaio britannico avente l'età di 18 anni; tuttavia, ricerche condotte presso gli archivi nazionali del Regno Unito e il memoriale di guerra australiano non trovarono alcun riscontro di un H. C. Reynolds, e al 2011 le indagini in proposito erano ancora in corso da parte della polizia dell'Australia Meridionale. Nel luglio 2013, Abbott fece pubblicare una rappresentazione artistica del morto, con la speranza di facilitarne l'identificazione (in quanto, a suo dire, la foto dell'autopsia che era stata pubblicata già allora non sarebbe stata sufficiente per riconoscere l'uomo).
Abbott, inoltre, ha contestato il fatto che la polizia, occupandosi ai tempi del caso, avrebbe sorvolato su alcuni particolari: ad esempio, il fatto che il pacchetto di sigarette Army Club contenesse sigarette Kensitas venne ricondotto alla diffusa pratica del tempo di comprare sigarette economiche riponendole in confezioni di sigarette più costose, ma in realtà le Kensitas erano piuttosto care, il che porterebbe ad investigare sulle sigarette (sostituite ad insaputa dell'uomo di Somerton) come fonte del veleno, una pista mai seguita. Abbott notò anche che dal tipo di confezione del filo cerato Barbour sarebbe stato possibile risalire al Paese in cui era stato acquistato.
Nel novembre 2013 la famiglia di "Jestyn" concesse un'intervista televisiva; in quel frangente Kate Thomson, figlia di Jessica e Prosper, affermò che la madre le avrebbe rivelato di aver mentito alla polizia, e di conoscere l'identità dell'uomo di Somerton, che era conosciuta anche ad un "livello superiore" di quello della polizia; constatò anche che Jessica era una simpatizzante comunista e sapeva parlare il russo, quindi credeva che sia lei sia l'uomo di Somerton potessero essere stati spie al servizio dell'Unione Sovietica. La nuora di Jessica, moglie di suo figlio Robin, credeva che l'uomo di Somerton fosse il padre naturale, supportando la richiesta di Abbot di effettuare un test del DNA riesumando il corpo. Kate si opponeva invece alla cosa, ritenendo la riesumazione irrispettosa nei riguardi di suo fratello.
Il 19 maggio 2021 i resti dell'uomo misterioso sono stati infine riesumati nel cimitero di West Terrace di Adelaide, disponibili all'esame forense.

### L'identificazione come Carl Webb
Il 26 luglio 2022, a 75 anni dal rinvenimento del corpo, Derek Abbott, professore dell'Università di Adelaide, dichiara ai media di aver finalmente risolto il mistero: attraverso approfonditi esami del Dna svolti con la genealogista statunitense Colleen Fitzpatrick, avrebbe identificato l'uomo di Somerton come Carl 'Charles' Webb, un ingegnere elettrico di Melbourne nato nel 1905. Attraverso indagini di genealogia genetica, sono infatti state trovate corrispondenze per i discendenti di due lontani cugini di Webb, sia da parte paterna che da parte materna.
Nessuno dei parenti di Webb ancora in vita nel 2022 lo aveva conosciuto di persona. Inizialmente non erano note fotografie di Webb prima della morte, ma ulteriori indagini hanno rivelato la sua probabile presenza in una fotografia della squadra di calcio dell'Università di Swinburne del 1921, anche se l'immagine non identificava direttamente Webb, e nel novembre 2022 Australian Story ha rivelato fotografie di Webb degli anni venti ritrovate in un album fotografico della famiglia Webb. In precedenza la ABC aveva pubblicato le foto del fratello di Webb, Roy Webb, sostenendo che assomigliassero all'Uomo di Somerton.
Carl “Charles” Webb nacque il 16 novembre 1905 a Footscray, un sobborgo di Melbourne, il più giovane dei sei figli di Richard ed Eliza. I tre figli avrebbero lavorato nel panificio di famiglia. Quando il panificio chiuse, Carl si riqualificò come costruttore di strumenti elettrici. Nel 1941 sposò Dorothy “Doff” Robertson, farmacista e pedicure. La coppia si trasferì in un appartamento a Bromby Street, South Yarra.
Il matrimonio non fu armonioso, soprattutto a causa della personalità di Carl. Dorothy descrisse Carl come un tipo solitario, con pochi amici, che viveva una vita tranquilla e andava a letto entro le 19.00, ma anche lunatico, violento e minaccioso, soprattutto quando si trovava ad affrontare una sconfitta anche per questioni relativamente banali. Era appassionato di poesia e scrisse diverse poesie di suo pugno, “la maggior parte delle quali sul tema della morte, che affermava essere il suo più grande desiderio”, afferma Dorothy. Ciò sarebbe coerente con la copia della Rubaiyat, anch'essa incentrata sul tema della morte.
Dorothy ha ricordato un caso, nel marzo 1946, in cui il marito pare abbia tentato il suicidio con un'overdose di etere. Lei lo curò per farlo tornare in salute, ma lui la rimproverò per questo e divenne più violento. Nel settembre 1946, Dorothy fuggì dal marito, dopo anni di abusi fisici e verbali. Carl se ne andò nel 1947 e nel 2022 non erano stati trovati documenti ufficiali che rivelassero i suoi spostamenti successivi.
La sorella maggiore di Carl, Freda Grace, era sposata con un uomo di nome Thomas Gerald Keane. Ebbero un figlio di nome John, che morì nella Seconda guerra mondiale nel 1943. Freda Grace e Carl vivevano a 20 minuti di macchina l'uno dall'altra, e questo spiegherebbe perché l'Uomo di Somerton indossasse abiti di origine americana e con il nome Keane, che potrebbero essergli stati tramandati dal cognato o dal nipote.
Derek Abbott e Colleen Fitzpatrick ritengono che Carl avesse seri problemi di salute mentale e che fosse “precipitato” dopo aver perso quattro parenti stretti in sette anni. La sua storia e i risultati dell'autopsia suggeriscono che sia morto per suicidio, avvelenandosi.

### Annotazioni
1. ↑  Le parole esatte con cui terminano le  Rubʿayyāt sono "Tamam Shud" (in persiano تمام شد‎). In persiano تمام (tamam) è un sostantivo che vuol dire "la fine" e شد (shud) è un verbo ausiliare per indicare il passato, quindi tamam shud significa "finito", "concluso"; dai media, l'espressione è stata spesso riportata e pronunciata come "Taman Shud", con la N, forse a causa di un errore persistente.
2. ↑  Il tassidermista che fece il calco in gesso testimoniò all'inchiesta di aver pensato che l'uomo avesse l'abitudine di indossare calzature a punta e dai tacchi alti, a causa della conformazione delle dita dei piedi e del polpaccio tipiche delle donne che usano quel tipo di scarpa. La polizia aveva precedentemente verificato se l'uomo potesse essere un mandriano del Queensland, sempre a motivo di tali tratti fisici, per i tipici stivali da cowboy. Cfr. p. 7 dell'inchiesta di Cleland del 1949
3. ↑  Con il razionamento da guerra ancora utilizzato, i vestiti erano difficili da trovare in quel periodo. Era uso comune sia utilizzare le etichette, sia rimuovere quelle dei precedenti proprietari quando si compravano vestiti di seconda mano.
4. ↑  Anche se erano chiamati "bagni cittadini", non si trattava di un bagno pubblico ma di una piscina pubblica; I bagni della stazione erano adiacenti al guardaroba, che a sua volta era accanto all'uscita meridionale della stazione sul Terrazzo Nord. I bagni cittadini, invece, erano in King William Street, accessibili tramite una stradina dall'uscita settentrionale della stazione.
5. ↑  Questa edizione particolare risultava diversa da altre traduzioni delle Rubʿayyāt di FitzGerald.
6. ↑  Boxall era nato a Londra il 16 aprile 1906, si arruolò nell'Esercito Australiano il 12 gennaio 1942 e fu congedato il 12 aprile 1948[51]

### Fonti
1. ↑  https://www.smithsonianmag.com/history/the-body-on-somerton-beach-50795611/
2. ↑  (EN) Tamam Shud, The Advertiser, 10 giugno 1949,  p. 2.
3. ↑  Cfr. ad esempio; Guðmundsson, H.H. "Þekkir þú þennan mann?" Skakki turninn, 12 ottobre 2009, pp. 19–27.
4. 1 2 3  (EN) The Body on Somerton Beach, su Smithsonian, 12 agosto 2011. URL consultato il 22 novembre 2013 (archiviato dall'url originale il 27 dicembre 2013).
5. 1 2 3 4 5  (EN) Dead Man Found Lying on Somerton Beach, The News, 1º dicembre 1948,  p. 1.
6. 1 2 3 4 5   S. Orr, Riddle of the End, The Sunday Mail, 11 gennaio 2009,  pp. 71, 76.
7. 1 2  (EN) Dead Man Walks Into Police H.Q., The News, 3 dicembre 1948,  p. 2.
8. 1 2 3 4 5 6  (EN) M Clemo, 'Poisoned' in SA – was he a Red Spy?, Sunday Mail, 7 novembre 2004,  p. 76.
9. ↑  Indagine del coroner, Cleland, 1949, p. 9
10. ↑  Indagine del coroner, Cleland, 1949, p. 2
11. 1 2 3  Inquest Into the Death of a Body Located at Somerton on 1 December 1948 Archiviato il 27 marzo 2012 in Internet Archive.. State Records of South Australia GRG 1/27 File 71/1949, 17–21 giugno 1949. pp. 12–13.
12. ↑  Officer in Charge, No. 3. C.I.B. Division, "Unidentified Body Found at Somerton Beach, South Australia, on 1st December 1948", 27 novembre 1959.
13. 1 2 3 4  (EN) R. Jory, The dead man who sparked many tales, The Advertiser, 1º dicembre 2000.
14. ↑  (EN) Five 'positive views' conflict, The News, 7 gennaio 1949,  p. 3.
15. 1 2  (EN) Curious aspects of unsolved beach mystery, The Advertiser, 22 giugno 1949,  p. 2.
16. ↑  (EN) p. 2, Somerton Body Embalmed, The Advertiser, 11 dicembre 1948.
17. ↑  (EN) Body Found On Beach., The Advertiser, 2 dicembre 1948,  p. 3. URL consultato il 21 agosto 2013.
18. ↑  (EN) Dead man still unidentified, The Advertiser, 3 dicembre 1948.
19. ↑  (EN) Mystery of Body on Beach, The News, 3 dicembre 1948,  p. 1.
20. ↑  (EN) Somerton Beach body mystery, The Advertiser, 4 dicembre 1948,  p. 1.
21. ↑  (EN) Still no clue to Somerton mystery, The Advertiser, 5 dicembre 1948,  p. 1.
22. ↑  (EN) Somerton Mystery Still Unsolved, The Chronicle, 13 gennaio 1949,  p. 4.
23. ↑  (EN) Body Again Identified as Woodcutter, The Advertiser, 11 gennaio 1949,  p. 3.
24. ↑  (EN) Somerton body said to be that of wood cutter, The Advertiser, 7 gennaio 1949,  p. 2.
25. ↑  (EN) Identity of body still in doubt, The Advertiser, 10 gennaio 1949,  p. 2.
26. 1 2  (EN) Body Again 'Identified', The News, 4 febbraio 1949,  p. 13.
27. ↑  (EN) Two More 'Identify' Somerton Body, The Advertiser, 30 gennaio 1949,  p. 2.
28. ↑  (EN) Somerton Body may be that of stablehand, The Advertiser, 19 gennaio 1949.
29. ↑  (EN) Mystery of dead man on beach: was he a Victorian?, The Argus, 25 gennaio 1949,  p. 5.
30. ↑  (EN) Body on Beach Mystery Deepens, The Argus, 9 febbraio 1949,  p. 5.
31. ↑  (EN) Clue to S.A. Mystery, Barrier Miner, 10 novembre 1953,  p. 1.
32. ↑  (EN) Somerton Mystery Clue, The Advertiser, 15 gennaio 1949.
33. 1 2 3  (EN) Definite Clue in Somerton Mystery, The Advertiser, 18 gennaio 1949.
34. ↑  (EN) Marks May Be Clue To Beach Body, The News, 15 gennaio 1949,  p. 8.
35. ↑  (EN) Cotton May Be Clue To Mystery, The Mail, 15 gennaio 1949,  p. 6.
36. 1 2  (EN) Unparalleled Mystery' Of Somerton Body Case, The Advertiser, 11 aprile 1949.
37. 1 2  Officer in Charge, No. 3. C.I.B. Division, Unidentified Body Found at Somerton Beach, South Australia, on 1st December 1948, 27 novembre 1959.
38. ↑  Inchiesta del coroner, Cleland, 1949, p. 23
39. 1 2  (EN) S. Maguire, Death riddle of a man with no name, The Advertiser, 9 marzo 2005,  p. 28.
40. ↑  (EN) Five 'Positive' Views Conflict, The News, 7 gennaio 1949,  p. 12.
41. 1 2  (EN) Inquest to Open on Body of Unknown Man, The Canberra Times, 15 giugno 1949.
42. ↑  Coronial Inquiry Adjournment: Tuesday, 21 giugno 1949
43. ↑  Inchiesta del coroner, Cleland, 1949, pp. 42–44
44. ↑  (EN) Possible Clue in Somerton Body Case, The Advertiser, 23 luglio 1949,  p. 1.
45. 1 2 3  (EN) Cryptic Note on Body, The Advertiser, 9 giugno 1949,  p. 2.
46. 1 2 3  (EN) New Clue in Somerton Body Mystery, The Advertiser, 25 luglio 1949,  p. 3.
47. 1 2  (EN) Police Test Book For Somerton Body Clue, The Advertiser, 26 luglio 1949,  p. 3.
48. 1 2 3 4 5  (EN) Army Officer Sought to Help Solve Somerton Body Case, The Advertiser, 27 luglio 1949,  p. 1.
49. 1 2 3 4  Inside Story, presentato da Stuart Littlemore, ABC TV, 1978.
50. ↑  (EN) No Sydney Clue to Dead Man Found at Somerton, S.A., The Canberra Times, 28 luglio 1949.
51. ↑   World War II Nominal Roll, "Boxall, Alfred, su Australian War Memorial. URL consultato l'8 dicembre 2008.
52. 1 2 3   J. Lewes, 30-Year-Old Death Riddle Probed In New Series, TV Times, 19–25 agosto 1978.
53. ↑  Feltus, pp. 108, 178.
54. ↑   Jestyn's reaction when she sees the dead man's bust, su YouTube. URL consultato il 23 maggio 2010.
55. 1 2 3  Feltus, pp. 178, 179.
56. ↑  Feltus, pp. 177, 178.
57. 1 2 3 4  (EN) Penelope Debelle, A Body, A Secret Pocket and a Mysterious Code, The Advertiser, 1º agosto 2009.
58. ↑  Coghlan, p. 235.
59. ↑  (EN) Ex-Officer Found – And His 'Rubaiyat', The Advertiser, 28 luglio 1949,  p. 1.
60. ↑  (EN) Woomera, Australia's Newest, Most Hush-Hush Township, The Advertiser, 4 luglio 1949,  p. 2.
61. ↑  (EN) Willard Edwards, Hiss spy paper linked to late treasury aid, Chicago Daily Tribune, 29 novembre 1949,  1, 2.
62. ↑  (EN) Harry Dexter White, Accused In Spy Inquiry, Dies at 56, The Washington Post, 18 agosto 1948,  1, 2.
63. 1 2  F. Cain Australian Intelligence Organisations and the Law: A Brief History, University of NSW Law Journal, volume 27 (2), 2004
64. ↑  (EN) Guard on Secrets, The News, 3 marzo 1949,  p. 4.
65. ↑  D. Pyatt Mystery of the Somerton Man Archiviato l'8 settembre 2007 in Internet Archive., Police Online Journal, Vol. 81, N. 4, aprile 2000.
66. 1 2 3 4  (EN) Blast from the Past, su South Australian Police Historical Society. URL consultato il 30 dicembre 2008 (archiviato dall'url originale il 23 novembre 2008).
67. ↑  (EN) This beat the Navy, The Advertiser, 29 agosto 1949,  p. 2.
68. ↑  J.H. Phillips So When That Angel of the Darker Drink, Criminal Law Journal, vol. 18, n. 2, aprile 1994, p. 110.
69. 1 2  (EN) Somerton Beach Mystery Man (trascrizione dei dialoghi), su Stateline South Australia, 27 marzo 2009. URL consultato il 27 aprile 2009 (archiviato dall'url originale il 4 marzo 2016).
70. ↑  (EN) Somerton Beach Mystery Man (trascrizione dei dialoghi), su Stateline South Australia, 15 maggio 2009. URL consultato il 3 agosto 2009 (archiviato dall'url originale il 16 febbraio 2016).
71. ↑   Derek Abbott, Timeline of the Taman Shud Case, su eleceng.adelaide.edu.au. URL consultato il 20 aprile 2010.
72. 1 2  (EN) Is British seaman's identity card clue to solving 63-year-old beach body mystery?, su The Advertiser, 20 novembre 2011,  4–5.
73. ↑   Emily Watkins, After 65 years, new picture could reveal Unknown Man's identity [collegamento interrotto], su news.com.au, 16 luglio 2013. URL consultato il 17 luglio 2013.
74. ↑   Renato Castello, New twist in Somerton Man mystery as fresh claims emerge, Herald Sun, 23 novembre 2013. URL consultato il 26 novembre 2013.
75. ↑   The Somerton Man, su sixtyminutes.ninemsn.com.au, 60 Minutes. URL consultato il 21 novembre 2013 (archiviato dall'url originale il 28 novembre 2013).
76. ↑  (EN) The Somerton Man has been exhumed — what happens now?, in ABC News, 20 maggio 2021. URL consultato il 25 gennaio 2025.
77. 1 2   Hilary Whiteman CNN, Somerton man mystery 'solved' as DNA points to man's identity, professor claims, su CNN. URL consultato il 4 agosto 2022.
78. 1 2  (EN) Carl Webb's prisoner-of-war brother bears resemblance to Somerton Man, in ABC News, 2 agosto 2022. URL consultato il 25 gennaio 2025.
79. ↑  (EN) Somerton Man confirmed among faces in Swinburne footy team photo, in ABC News, 4 novembre 2022. URL consultato il 25 gennaio 2025.
80. ↑  (EN) Researcher says he has identified Somerton Man, ending decades-long mystery, in ABC News, 26 luglio 2022. URL consultato il 25 gennaio 2025.
81. ↑  (EN) 'It's a sad story': Family of Somerton Man reveal why he was found dead on the beach, in ABC News, 20 novembre 2022. URL consultato il 25 gennaio 2025.